# Пименов, Сергей Викторович
Серге́й Ви́кторович Пи́менов (род. 17 июля 1973 года, Ростов-на-Дону, Ростовская область, СССР) — российский продюсер музыкальных и интернет проектов, диджей, радиоведущий, музыкант. Вёл на DFM шоу о танцевальной музыке. Создатель музыкального проекта ППК, основатель и глава лейбла UPLIFTO, создатель компании APPLIFTO, обладатель I Премии Russian Dance Music Awards в номинации «За вклад в развитие российской танцевальной музыки», сопродюсер проекта Катя Чехова.

## Биография
Привёз демо первого альбома Касты «Громче воды, выше травы» в Москву и познакомил их с Аркадием Слуцковским, впоследствии ставшим продюсером Касты и создателем лейбла «Respect Production». В 1992 году начал работу в качестве диджея на «Радио Провинция» в городе Ростов-на-Дону. В октябре 1992 года стал ведущим прямого эфира, редактором, программным директором радиостанции «Радио 103».

### Группа ППК
В 1998 году Сергей Пименов создаёт группу «ППК» и совместно с Александром Поляковым и DJ Корж выпускает первый альбом группы. В августе 1999 года ППК выкладывают свои композиции на сайт mp3.com и начинают завоевание Интернета. В это же время группа начинает сотрудничество с менеджером Юрием Марычевым. В 1999 году группа попадает на второе место мирового музыкального хит-парада MP3.com. В 2000 году группа ППК с хитом «Воскрешение» («Resurection») становится первым российским электронным проектом, получившим мировую известность и первое место в сводном чарте mp3.com.
В ноябре 2001 года «Воскрешение» («ResuRection») становится первым треком из России, попавшим в горячую ротацию радиостанции BBC Radio One. Одноименная пластинка PPK «ResuRection» выходит в продажу в Великобритании в ноябре 2001 года на лейбле Perfecto Records и занимает третье место в Национальном чарте синглов — UK Singles chart. В декабре 2001 года в ознаменование достижения отметки в 200 000 проданных в Великобритании копий сингла PPK «ResuRection», Сергей Пименов, Александр Поляков и менеджер проекта Юрий Марычев награждены Серебряным диском «Британской ассоциации производителей фонограмм» (BPI) Silver Disc Award.
В 2002 году занимает первое место в российском DJ Top 100 и основывает свою рекорд-компанию и продюсерский центр UPLIFTO. На это его вдохновляет личное знакомство с лидером мировой DJ-лиги Полом Окенфолдом, владельцем английской рекорд- компании Perfecto Records. В 2003 году Пименов попадает в DJ TOP британского DJ Magazine.
В 2005 году выпускает трек «ROCKSTAR», который играют Fergie и Sasha, а сингл с одноименным названием выходит в Англии на лейбле Oven Ready Productions. В том же году на развороте авторитетнейшего бизнес-журнала Forbes выходит большая статья Архивная копия от 6 ноября 2014 на Wayback Machine о Сергее Пименове. В апреле 2005 года выходит в свет ещё один альбом под названием «Первый Альбом» в оболочке DJ микса — результат работы всего творческого коллектива UPLIFTO.

### Катя Чехова
Сергей Пименов спродюсировал успешный старт Кати Чеховой. Летом 2005 года российские радиостанции круглосуточно ставят новые хиты «Крылья» и «Я робот» в исполнении Кати Чеховой. Дебютный альбом певицы «Я — робот» распродается официальным тиражом более 250 000 экземпляров CD-дисков. В 2006 году Катя Чехова становится лауреатом премии «Рекорд» в номинации «Дебют года».
В январе 2011 года проект возвращается к работе. 5 ноября 2012 выходит новый альбом Кати Чеховой «Восемь бит» и новый сингл «I am Robot».

### Прочая деятельность
С 2015 года в Ростове-на-Дону занимается медийными проектом «Ростов Сегодня», объединяющим страницу в Facebook, новостным приложением для Android и IOS с одноименным названием и радио Ростов FM на частоте 89,4.
В августе 2020 года выдвинул на выборы в городскую думу Ростова-на-Дону свою собаку – бостонского терьера по кличке Пиксел, которого назвал «идеальным кандидатом».
Снимался в первом клипе группы Каста «Мы берём это на улице» в роли отрицательного персонажа Доктор Рэп, олицетворявшим грязный шоу-бизнес.

### Борьба с зависимостью и реабилитация
Весной 2022 года Сергей Пименов исчез из публичной жизни, вернулся только в ноябре, сообщив, что находился на реабилитации 7 месяцев, во время которой боролся с алкогольной зависимостью. После прохождения реабилитации вернулся в публичную жизнь.

## Интернет-проекты
- ppk.ru Архивная копия от 29 октября 2012 на Wayback Machine — официальный сайт группы ППК
- russia.ru Архивная копия от 6 ноября 2012 на Wayback Machine — первая версия сайта russia.ru
- etnogenez.ru Архивная копия от 3 ноября 2009 на Wayback Machine — межавторский книжный проект Этногенез
- applifto.ru Архивная копия от 23 октября 2012 на Wayback Machine — официальная страница проекта APPLIFTO
- frodio.com Архивная копия от 27 октября 2012 на Wayback Machine — социальная сеть радиостанций
- babydj.ru Архивная копия от 10 ноября 2012 на Wayback Machine — страница приложения Baby DJ для iPhone и iPad, проект APPLIFTO
- bookvar.io Архивная копия от 11 января 2013 на Wayback Machine — страница приложения Букварио для iPhone и iPad, проект APPLIFTO
- tinacharles.ru — фотоблог Тины Чарльз
- chekhova.ru Архивная копия от 14 декабря 2012 на Wayback Machine — официальная страница проекта Катя Чехова
- oleggaponov.ru — официальная страница Олега Гапонова и проекта Лучшие 10 песен за 20 лет

## Личная жизнь
Был женат на Тине Чарльз (ex ВИА Сливки), с которой у них есть сын Александр.